# Cryptomitrium himalayense
Cryptomitrium himalayense är en bladmossart som beskrevs av Shiv Ram Kashyap. Cryptomitrium himalayense ingår i släktet Cryptomitrium och familjen Aytoniaceae. Inga underarter finns listade i Catalogue of Life.